# Tonbridge
Tonbridge (engelskt uttal: [ˈtʌnbrɪdʒ]) är en stad i grevskapet Kent i sydöstra England. Staden ligger i distriktet Tonbridge and Malling vid floden Medway, cirka 20 kilometer sydväst om Maidstone och cirka 45 kilometer sydost om centrala London. Tätorten (built-up area) hade 36 115 invånare vid folkräkningen år 2021. Tonbridge nämndes i Domedagsboken (Domesday Book) år 1086, och kallades då Tonebridge.